# خرزنتيما
صواريخ يدعوها الروس «خريزانتيما»، فيما تسمى في حلف الأطلسي «إي.تي 15».
و يعتبر صاروخ «خريزانتيما» خليفة صاروخ «كورنت» الذي أجاد «حزب الله» استخدامه ضد دبابات
الميركافا في حرب لبنان. إن المدى الناجع لصاروخ «خريزانتيما» هو ستة كيلومترات أي أبعد من مدى نار أفضل الدبابات، ويتمتع بتوجيه مزدوج: توجيه رإداري ثوري، لا يوجد لأي صاروخ مضاد للدبابات مثله في الغرب، وتوجيه ليزري الأمر الذي يسمح له بالتغلب على شبكات التشويش الناجعة المنصوبة على الدبابات الحديثة.